# Circondario di Luckenwalde
Il circondario di Luckenwalde (in tedesco Kreis Luckenwalde) era un circondario della Repubblica Democratica Tedesca, parte del distretto di Potsdam.

## Storia
Il circondario di Luckenwalde fu istituito il 25 luglio 1952 con la riforma amministrativa della RDT; si estendeva su territori già appartenuti al vecchio circondario di Luckenwalde, e al disciolto circondario di Teltow.
Il 17 maggio 1990 assunse il nuovo nome di Landkreis Luckenwalde ("circondario di Luckenwalde"), e poco dopo, in seguito alla riunificazione tedesca, divenne parte dello stato del Brandeburgo.
Il 6 dicembre 1993, nell'ambito della riforma amministrativa del Brandeburgo, il circondario di Wittstock venne soppresso; le città e i comuni che lo componevano passarono quasi totalmente al nuovo circondario del Teltow-Fläming.